# 115 км
115 км (рос. 115 км) — селище у складі Топкинського округу Кемеровської області, Росія.

## Населення
Населення — 38 осіб (2010; 10 у 2002).
Національний склад (станом на 2002 рік):
- росіяни — 80 %